# مقياس التصفيق

أيقونة التصفيق

مقياس التصفيق- هو عبارة عن أداة من أدوات القياس، الهدف منها قياس وإظهار حجم التصفيق، أو التصفيق الذي يصدر عن الجمهور. ويمكن استخدامه للإشارة إلى شعبية المتسابقين، وتحديد نتيجة المسابقات بناءً على تصفيق الجمهور. والتطبيقات المحددة في ذلك، قد تأخذ أو لا تأخذ بمقاييس مستوى الصوت الفعلية. ويبدو ثمة عناصر أخري بجانب مستوى صوت التصفيق، يمكن إدخالها في عملية القياس مثل مدى طول فترة التصفيق. وقد كانت أجهزة قياس التصفيق عنصرًا شائعًا في العديد من برامج المواهب وبرامج المسابقات التلفزيونية في الخمسينيات والستينيات من القرن العشرين، والتي من أبرزها برنامج "الفرصة تطرق الباب" ،  ولكن تم استبدالها منذ ذلك الحين بأساليب أخرى أكثر تطوراً لقياس مدي استجابة الجمهور.

## تاريخ

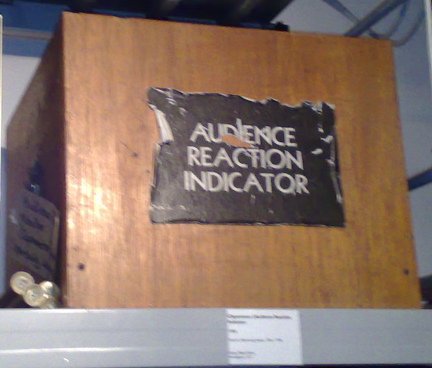
مؤشر رد فعل الجمهور الأصلي المستخدم في برنامج الألعاب التلفزيوني البريطاني " الفرصة تطرق الباب".

كان أول ظهور لمقياس التصفيق في عام 1956م، من خلال برنامج الألعاب التلفزيوني البريطاني "الفرصة تطرق الباب"، والذي قام بتطويره وتقديمه، مقدم البرامج الإنجليزي هوجي جرين. ومقياس التصفيق نفسه، كان عبارة عن صندوق خشبي مكتوب عليه "مؤشر رد فعل الجمهور". والمجسم الخاص بهذا المقياس، أصبح الآن جزءًا من مجموعة المتحف الوطني للإعلام في برادفورد . وتم أيضًا استخدام أجهزة قياس التصفيق في العديد من البرامج التلفزيونية الأخرى، بل ويمكن استخدامه أيضًا في الأحداث المباشرة.
وفي عام 1989م، حاول هوجي جرين( بدون جدوى)، مقاضاة هيئة الإذاعة النيوزيلندية، متهمًا إياها بانتهاك حقوق التأليف والنشر بشأن تقديمها لبرنامج مماثل. وكان مقياس التصفيق أحد السمات المميزة لهذا الشكل، والذي سعى جرين من خلاله إلى تعريفه بأنه قابل لحقوق التأليف والنشر. غير أن المحكمة رفضت القضية، حبث وجدت أن التنسيق الفضفاض الذي يتم تحديده من خلال العبارات الجذابة والملحقات، مثل مقياس التصفيق، من غير الممكن حمايته بحقوق التأليف والنشر.
واستخدام عدادات التصفيق، ما زال مستمرا. وغالبًا ما يُنظر إلي الأمر على أنه شيء جديد، أو عنصر ترفيهي، وليس طريقة دقيقة لقياس الشعبية. وعلى الرغم من ذلك، يتم استخدامها في بعض الأحيان لتحديد الفائزين في مسابقات جادة إلى حد ما، مثل مسابقات معركة الفرق الموسيقية. وفي مجال السياسة، يتم قياس شعبية السياسي أحيانًا من خلال التصفيق الذي يحظى به عند إلقاء الخطب. وتستخدم المؤسسات الإخبارية في بعض الأحيان مفهوم مقياس التصفيق لقياس شعبية سياسي ما، أو مكونات الرسالة الشاملة التي يوجهها هذا السياسي.
برمجية أو تطبيق "مقياس التصفيق" متاح أيضًا لأجهزة الكمبيوتر، والأجهزة المحمولة. ويقوم التطبيق باستخدم ميكروفون الجهاز أو مدخل الصوت؛ من أجل تحديد مستوى التصفيق.

## أصالة
وفي كثير من الأحيان، يكون مقياس التصفيق مجرد خدعة كاملة، حيث لا يحتوي على أي معدات قياس صوتية حقيقية على الإطلاق. بل يتم التلاعب بها من قبل الشخص، بناء على تقديره الشخصي لرد فعل الجمهور. ويبدو أن هذا الأمر ينطبق على مسابقة "الفرصة تطرق الباب"، حيث لم يتم استخدام مقياس التصفيق لتحديد الفائزين فعليًا، وتم التخلي عنه بعبارة "تذكروا يا رفاق! مقياس التصفيق هو فقط للمتعة!".

## البدائل

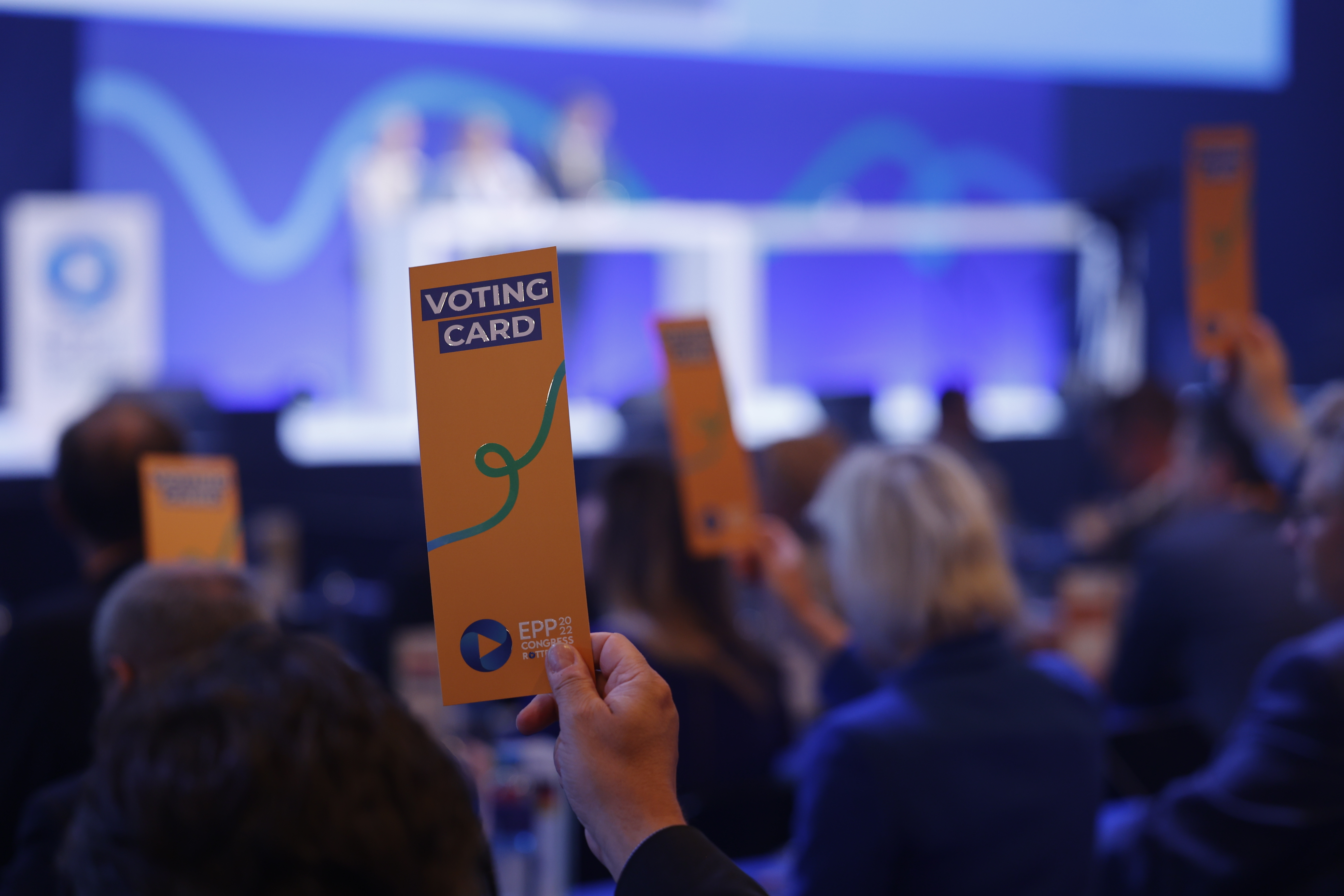
رفع الأيدي للتصويت

هناك عدد من البدائل لمقياس التصفيق. حيث يمكن استطلاع رأي جمهور الاستوديو من خلال أسلوب "رفع الأيدي"، أو الحصول على تأثير بصري أكبر من خلال جعلهم يحملون بطاقات ملونة مختلفة تشير إلى تصويتهم. بالإضافة إلى أنه يمكن أيضًا إجراء التصويت بشكل الكتروني عن طريق استخدام أجهزة تصويت فردية مزودة بأزرار لكل خيار. تعتبر هذه الخيارات أكثر دقة من مقياس التصفيق، غير أنها تفتقر إلى عنصر الإثارة الذي يولده التصفيق الحار.
وفي السنوات الأخيرة، أصبح التصويت من خلال الهاتف، هو الأسلوب الرئيسي لتحديد الشعبية في برامج المواهب. وهو يتميز بانه من الممكن توسيع قاعدة المشاركة لتشمل جمهور التلفزيون بالكامل. كما يمكن استخدامه أيضًا في البرامج التي ليس لها جمهور في الاستوديو. يمكن أن يوفر التصويت عبر الهاتف مصدرًا مهمًا للإيرادات الإضافية للمذيعين، وذلك من خلال استخدام أرقام هواتف ذات أسعار مميزة .

## قائمة البرامج التلفزيونية التي تستخدم مقياس التصفيق
- كشافة المواهب في مؤسسة آرثر جودفري (الولايات المتحدة) (1948–1958م)
- ملكة ليوم واحد (الولايات المتحدة) (1956–1964م)
- <i id="mwXA">الفرصة تطرق الباب</i> (المملكة المتحدة) (1956–1990م)
- برنامج عرض الليلة بطولة جوني كارسون (الولايات المتحدة) (1962–1992م)
- برنامج وقت متأخر من الليل مع ديفيد ليترمان (الولايات المتحدة) (1982–1993م)
- محكمة الأطفال (الولايات المتحدة) (1988–1989م)
- برنامج العرض المتأخر مع ديفيد ليترمان (الولايات المتحدة) (1993–2015م)
- الضربة القاضية (المملكة المتحدة) (2006–2015م)